# Isatis cappadocica
Isatis cappadocica är en korsblommig växtart som beskrevs av Nicaise Auguste Desvaux. Isatis cappadocica ingår i släktet vejdar, och familjen korsblommiga växter.

## Underarter
Arten delas in i följande underarter:
- I. c. alyssifolia
- I. c. besseri
- I. c. cappadocica
- I. c. kurdica
- I. c. macrocarpa
- I. c. nurihakensis
- I. c. stenophylla
- I. c. steveniana
- I. c. subradiata